# Ernesto García Calderón
Ernesto García Calderón (Lima, 17 de octubre de 1937-Lima, 25 de enero de 1978) fue un destacado periodista y narrador de noticias peruano.

## Biografía
Hizo sus estudios de primaria en la antigua Escuela América, hoy Colegio América de La Victoria, de Lima, donde los terminó en el año 1950. Año en que empezaba, de director, el profesor Moisés Huaroto Escalante. Sus estudios de secundaria los realizó en el Colegio Nacional Alfonso Ugarte, de Lima.
Hizo sus estudios de Premédicas en la Facultad de Ciencias y de Medicina en la Facultad de Medicina (San Fernando) de la Universidad Nacional Mayor de San Marcos, de Lima.
Desde muy joven laboró en diferentes emisoras radiales: Radio Central (donde empezó como locutor comercial), Radio Luz, Radio Lima y Radio Panamericana, donde tuvo programas de corte romántico o periodístico, como La voz y la pluma.
Luego de trabajar en la radio, al aparecer la televisión, fue inmediatamente reclutado para la narración de noticias en el célebre noticiero El panamericano y luego para 24 horas.
Víctima de un cáncer a la tráquea, falleció a los cuarenta años, dejando tres hijos con Lina Orbe. Es recordado por sus excelentes calidades humanas y como una carismática figura de la televisión peruana.
A su compañero y colega Iván Márquez, otro símbolo de la televisión peruana, le tocó dar la noticia de su muerte en el noticiero 24 horas. No pudo evitar quebrarse y llorar mientras lo hacía.